# Vezin (België)
Vezin (in het Waals Bjin) is een deelgemeente van de stad Andenne in de provincie Namen in Wallonië, België. Vezin, inclusief de gehuchten Ville-en-Waret en Houssoy, was tot 1 januari 1977 een zelfstandige gemeente.
Vezin ligt ten westen van de stad Andenne. Het strekt zich uit van de rotsen van Sclaigneaux op de linkeroever van de Maas tot weg van Hannuit naar Namen in Waals-Haspengouw.

## Demografische ontwikkeling
- Bronnen:NIS, Opm:1831 tot en met 1970=volkstellingen, 1976= inwoneraantal op 31 december

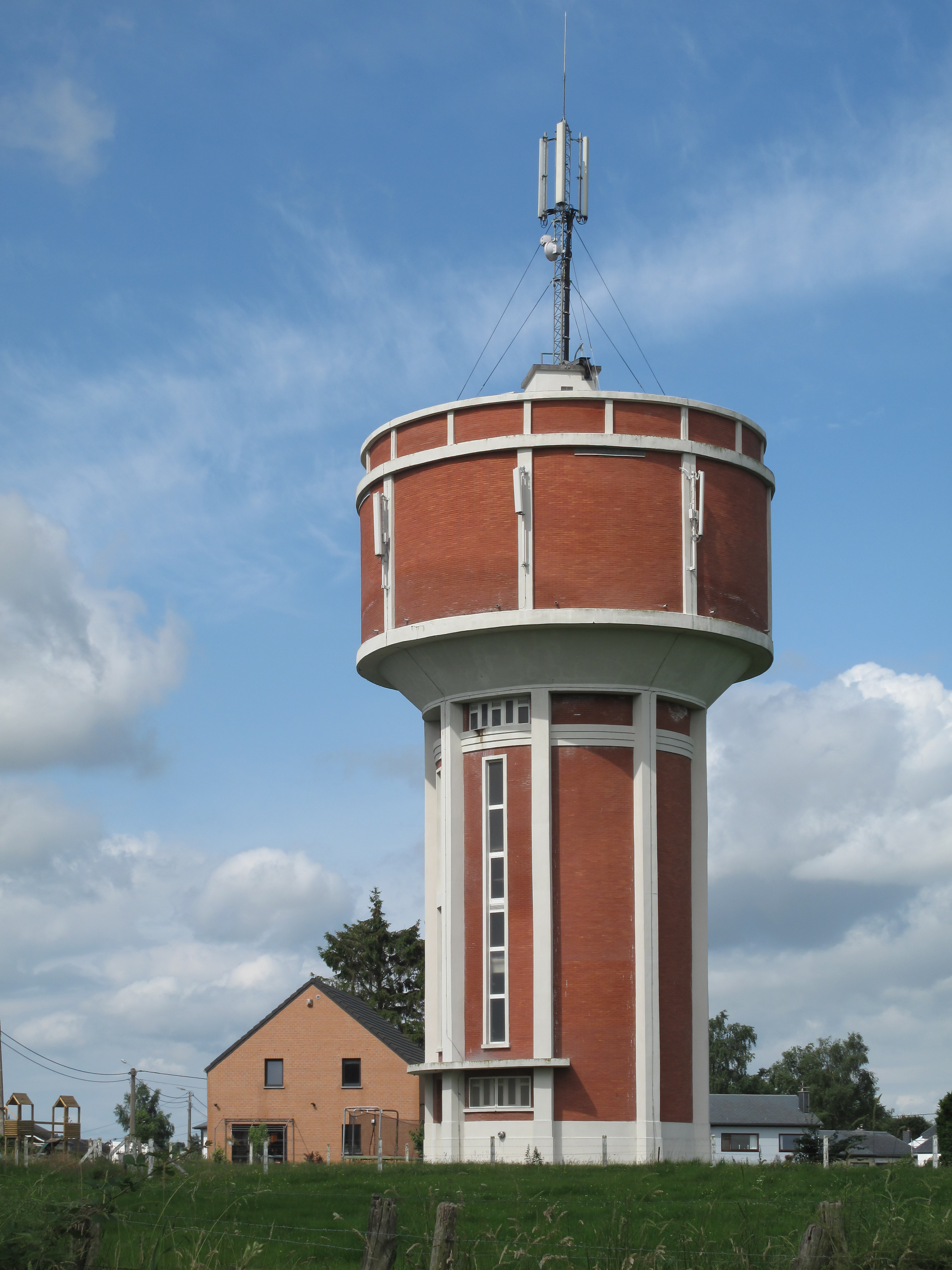
Vezin, watertoren
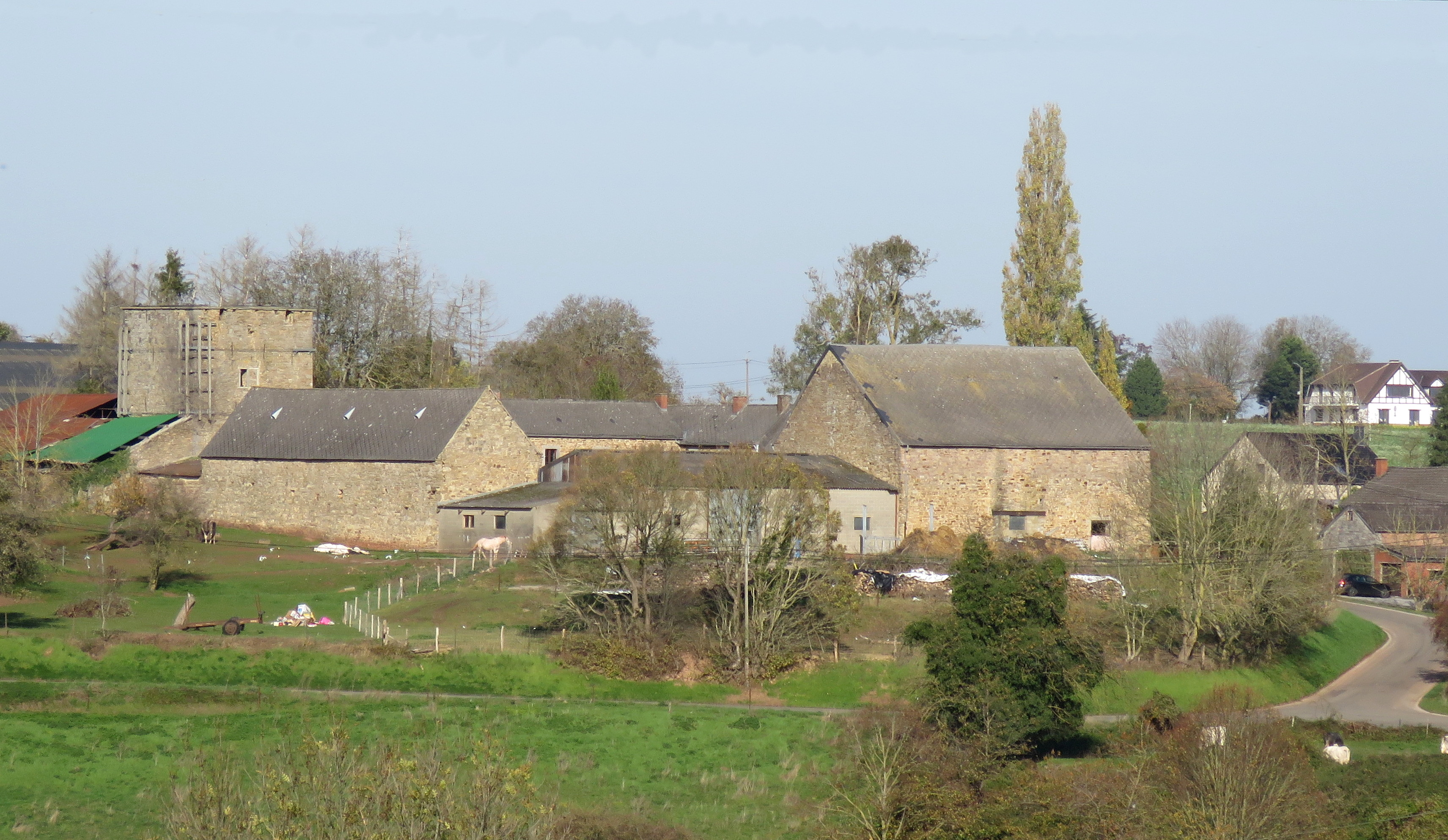
Ferme de Houssoy met donjon
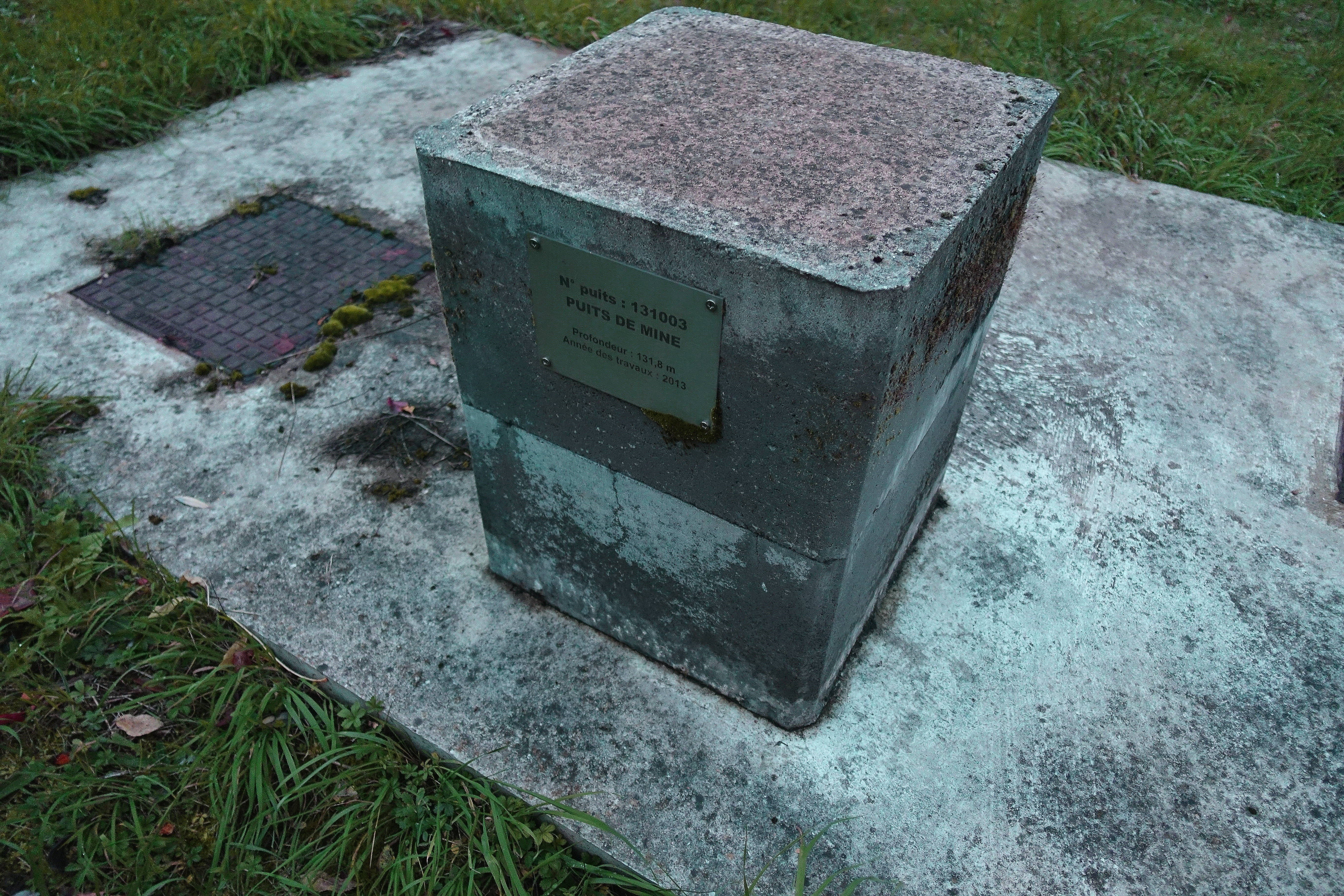
Put van vroegere ijzermijn in Vezin
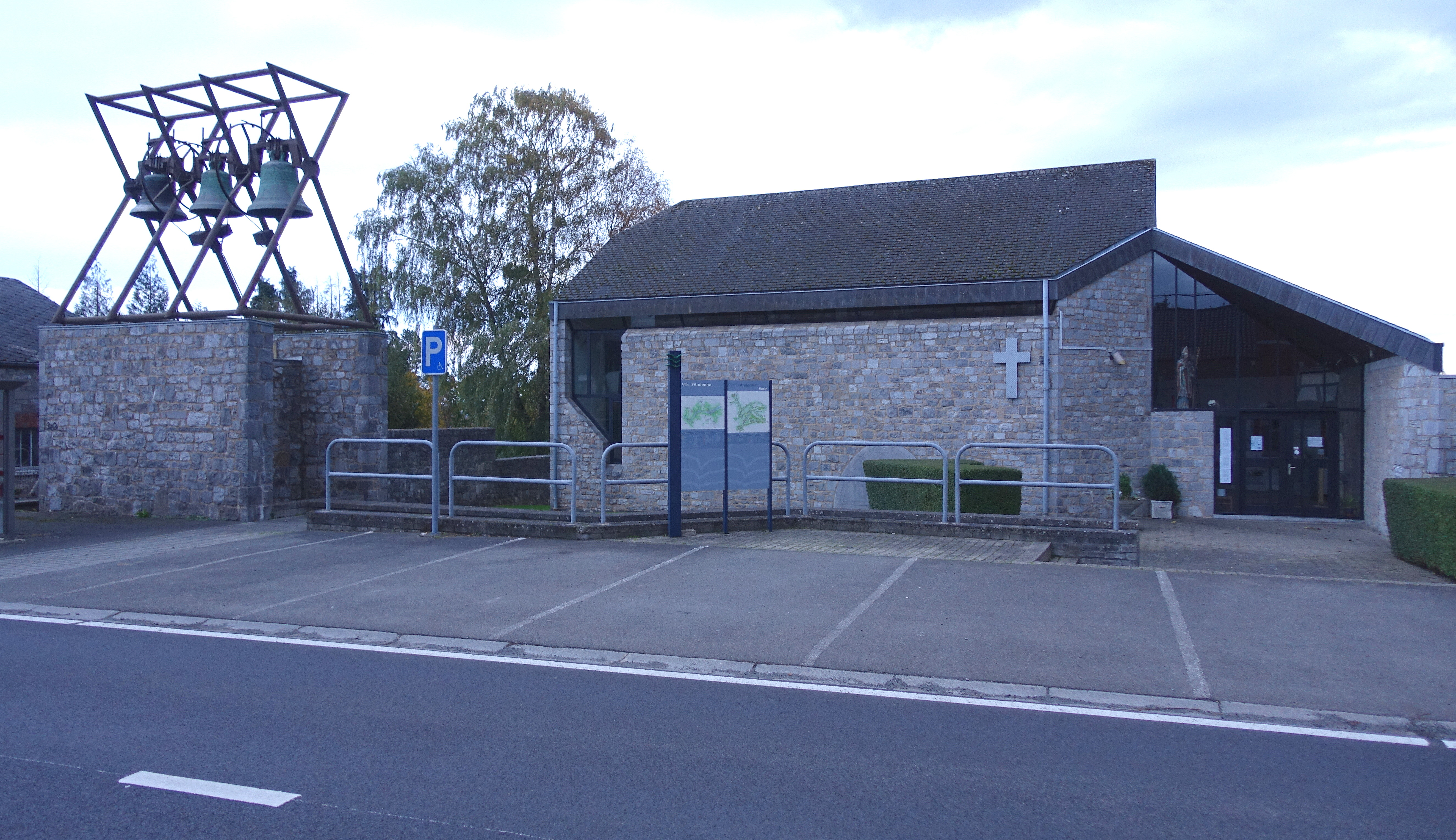
Sint-Martinuskerk van Vezin
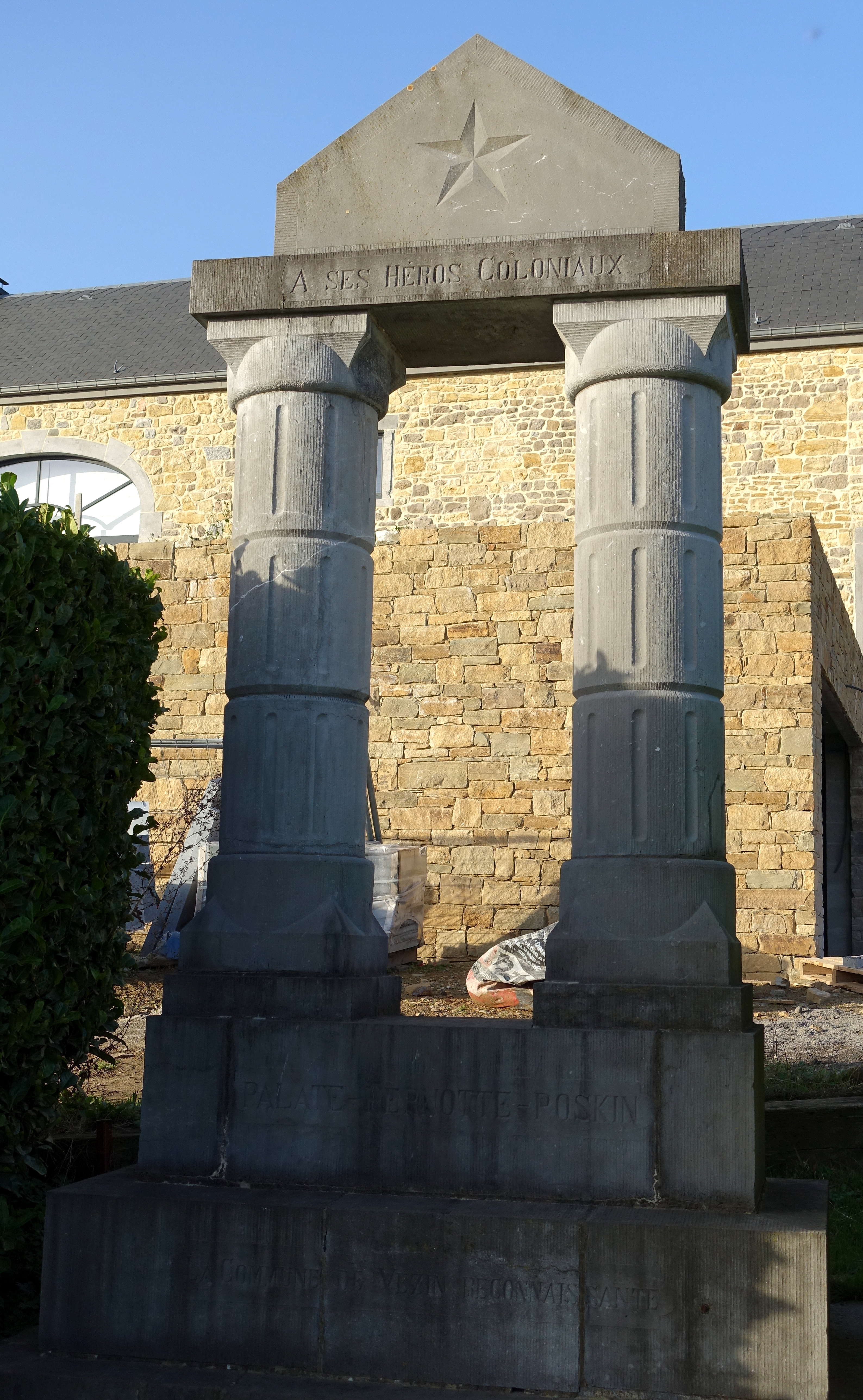
Monument voor de koloniale helden van Vezin
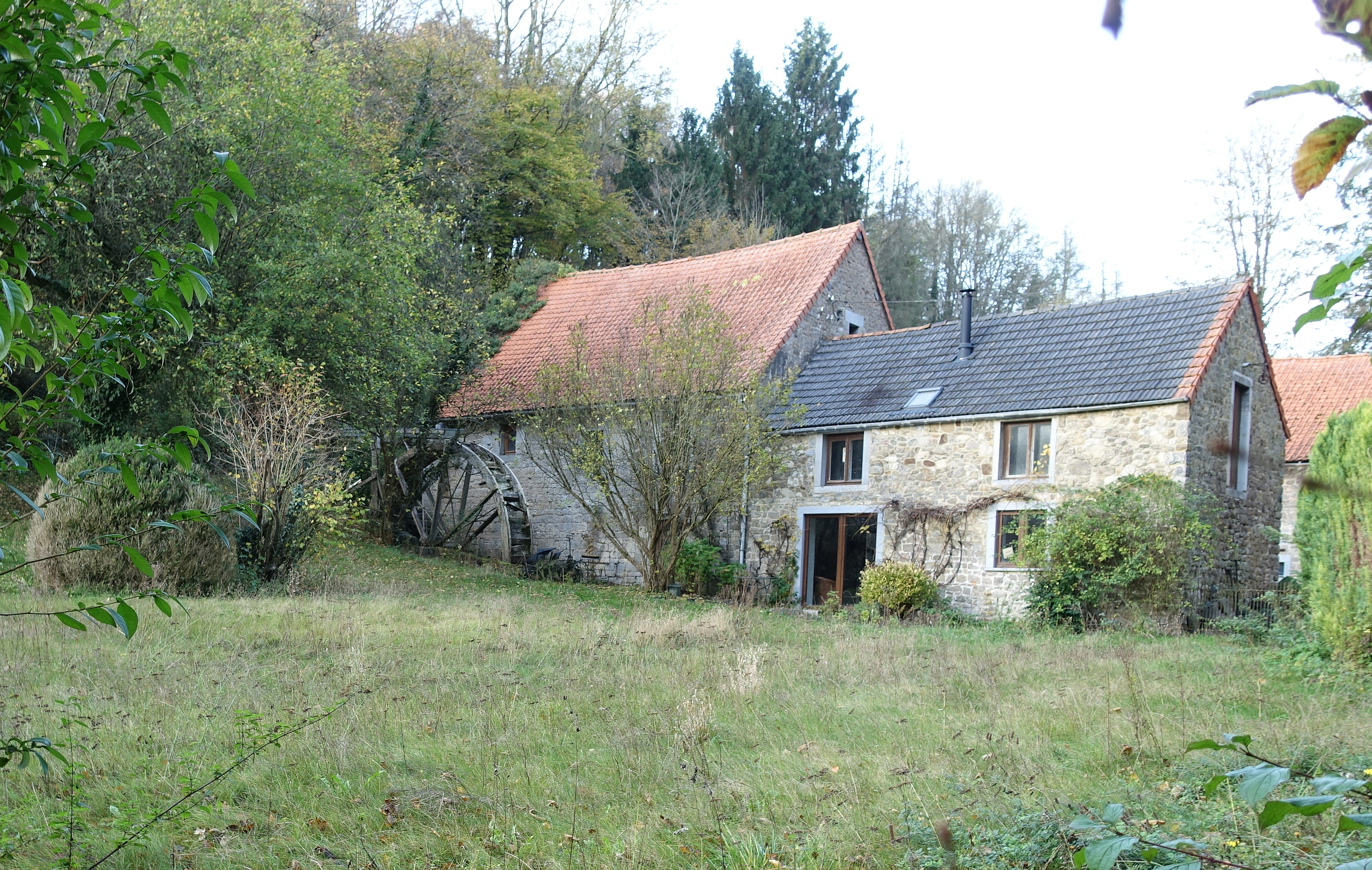
Watermolen van Brichebo